# مقاطعة سودرمانلاند
محافظة سودرمانلاند (بالسويدية: Södermanland County) هي محافظة تقع في السويد.[بحاجة لمصدر] يقدر عدد سكانها بـ 270,981 نسمة ومساحتها 5,619.3 كم2 .

## التركيبة السكانية
يجمع مكتب الإحصاء المركزي السويدي إحصائيات حول خلفيات السكان منذ عام 2002. وتتألف هذه الجداول من جميع من لديهم والدين أجنبيين المولودين أو من مواليد الخارج.
| بلدية       | 2002 | 2006 | 2010 | 2014 | 2018 | 2019 |
| ----------- | ---- | ---- | ---- | ---- | ---- | ---- |
| إسكيلستونا  | 22,2 | 23,7 | 27,0 | 30,6 | 34,8 | 35,7 |
| فلّين        | 14,4 | 15,5 | 18,6 | 23,7 | 29,1 | 29,7 |
| كَنيستا      | 8,9  | 9,7  | 11,8 | 13,5 | 16,2 | 16,7 |
| كاتريناهولم | 14,1 | 14,8 | 18,0 | 21,1 | 25,1 | 25,9 |